# 三田村瞬
三田村 瞬（みたむら しゅん、1981年1月9日 - ）は、日本の俳優、タレント。東京都出身。元ワタナベエンターテインメント所属。
俳優の三田村邦彦と元女優の中山麻理（両親は1999年に離婚）の長男。弟は俳優の中山麻聖。タレントの中山エミリ・英玲奈姉妹とは従姉妹にあたる。

## 略歴
- 高校卒業後はパン職人を目指して修行をしていた[2]。その後俳優を志し、2003年から2年間「アップス・アカデミー」で演技の勉強をする。
- 2004年末、芸能界入りする前に結婚・離婚をしており、すでに子供もいたことが明らかになる。父親の三田村邦彦は当時司会を担当していた番組『週刊えみぃSHOW』内でこの件を認めた[2]。
- 2005年1月、テレビドラマ『H2〜君といた日々』で俳優デビュー[3][4]。その後もテレビドラマに出演するほか、安藤亮司・和田正人・野久保直樹らと所属事務所内企画ユニット「MEMBERS ONLY」の一員としても活動した。
- 2006年11月にブログの更新が途絶え、2007年に所属事務所のサイトからプロフィールが削除された。
- その後三田村邦彦が2008年にインタビュー内で「長男はパン職人見習」と語ったが[5]、2010年5月に父の邦彦が再婚を発表した際に「長男で俳優の三田村瞬」と報じられている[6][7]。

## 人物
- 趣味は演劇鑑賞、球技、ジョギング。特技は料理、バイク・自転車のメンテナンス。
- 中学・高校時代は野球部に所属していた[4]。テレビドラマ『夜王〜YAOH〜』で共演した川久保拓司らと結成した草野球チームに参加していた。
- 俳優デビュー後に著しく視力が低下し、2006年10月に視力回復手術を受けている。

## 主な出演

### テレビドラマ
- H2〜君といた日々（2005年1月 - 3月、TBS）清原瞬 役
- がんばっていきまっしょい（2005年7月 - 9月、関西テレビ）大塚秀明 役
- 危険なアネキ（2005年10月 - 12月、フジテレビ）
- 夜王〜YAOH〜（2006年1月 - 3月、TBS）琢郎 役
- ザ・ヒットパレード〜芸能界を変えた男・渡辺晋物語〜（2006年5月、フジテレビ）
- レガッタ〜君といた永遠〜 最終話（2006年9月、朝日放送）梶原 役

### バラエティ
- ひらめ筋GOLD（2005年10月 - 2006年3月、日本テレビ）Dリーグ「ワタナベアウトオブオーダーズ」の一員

### 舞台
- プリーズ★ミー（2005年8月）